# Eukoenenia mirabilis
Eukoenenia mirabilis är en spindeldjursart som först beskrevs av Giovanni Battista Grassi och Calandruccio 1885.  Eukoenenia mirabilis ingår i släktet Eukoenenia och familjen Eukoeneniidae. Inga underarter finns listade i Catalogue of Life.